# Linden 9

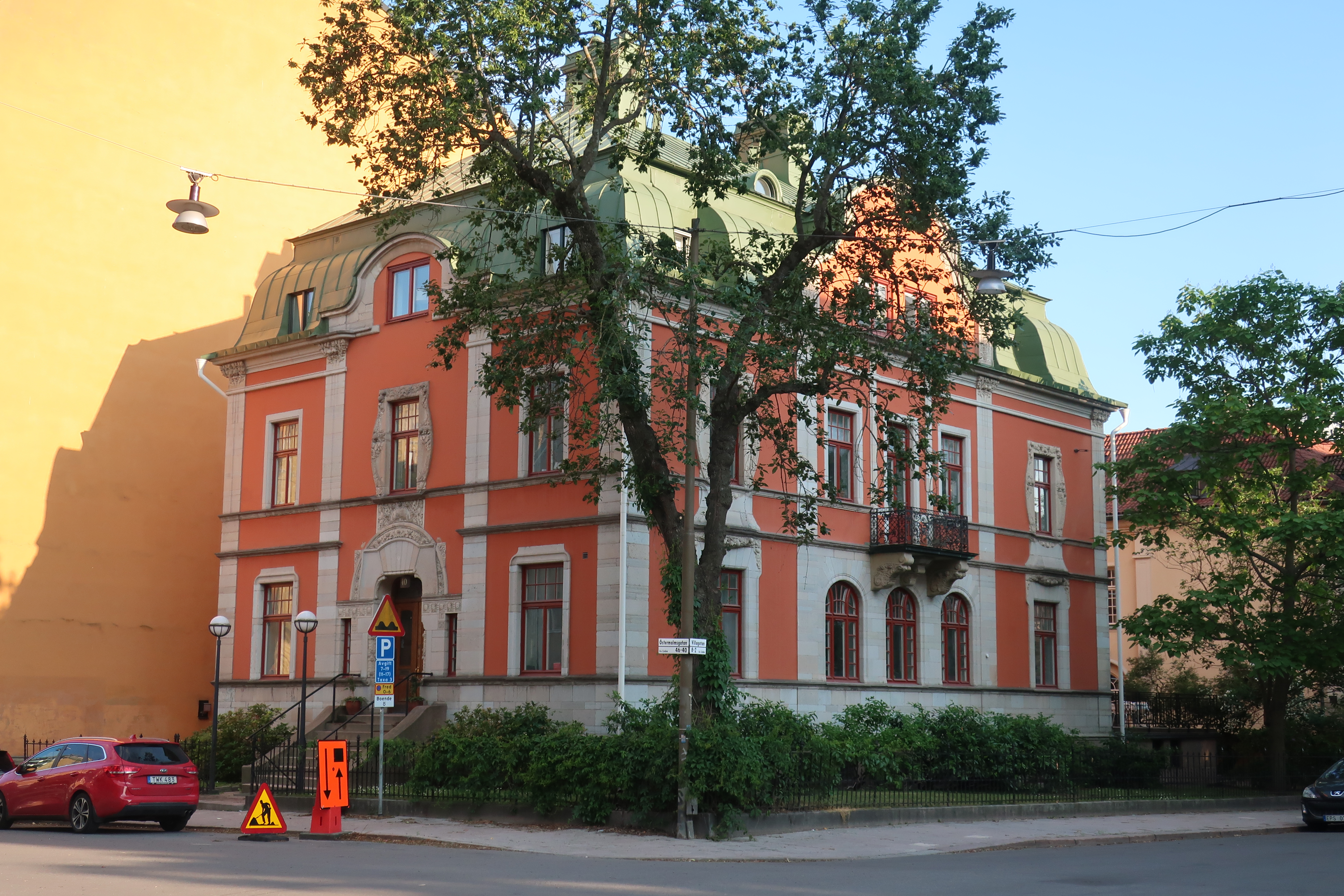
Linden 9, juni 2019.

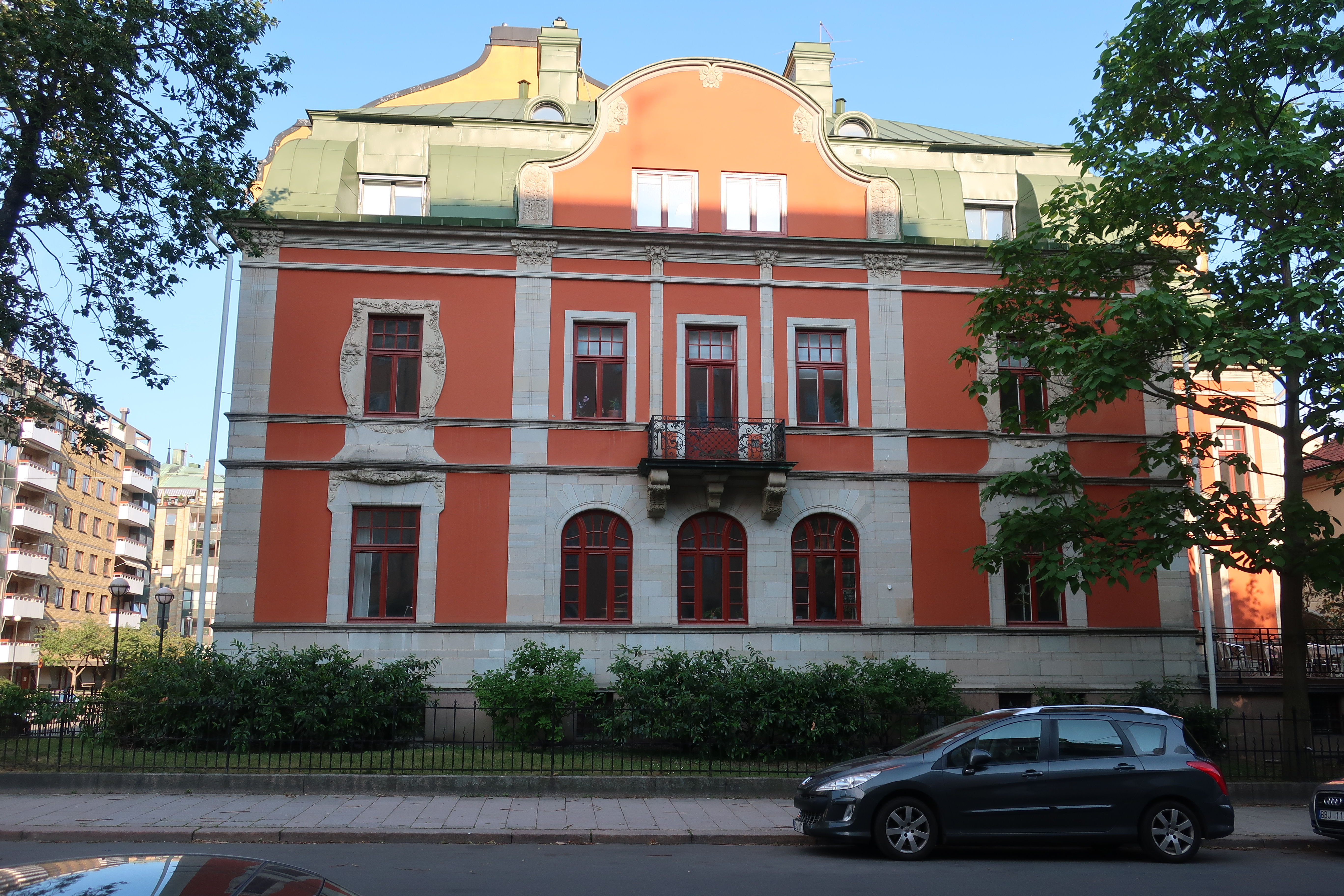
Linden 9 från sidan, juni 2019.

Linden 9 är en fastighet vid Villagatan 8 / Östermalmsgatan 40 i Villastaden på Östermalm i Stockholms innerstad. Byggnaden går ibland under namnen Bernska villan eller Örnska villan efter dess tidigare ägare.
På tomten i den nya villastaden lät Stockholms stads byggnadschef Carl Johan Knös  år 1878 uppföra en egen tornförsedd villa enligt Carl Sandahls ritningar. Villan övertogs av senare av grosshandlaren Percy F. Luck. 
Fastigheten köptes sedan av färgeriägaren Johan Bern från Sundsvall. Han lät riva villan omkring 1903, och istället fick arkitekten Gustaf Hermansson utarbeta ritningarna till en ny och modern bostad i jugendstil. Hermansson hade varit stadsarkitekt i Sundsvall efter den stora branden. Där hade han i början av 1890-talet ritat det Bernska huset åt Johan Bern och hans familj. Stockholmsvillan stod färdig 1905 och byggkostnaden uppgick till 120 000 kronor.
Genom den senare ägaren konsul Gustaf Oskar Örn kom den även att kallas den Örnska villan.
Byggnaden är sedan 1940-talet kontoriserad. Den ägs av Sveriges läkarförbund och rymmer redaktionen för Läkartidningen. Inredningen är dock välbevarad, med kakelugnar, paneler och stucktak. Byggnaden är blåklassad av Stadsmuseet i Stockholm, vilket innebär att den utgör "synnerligen höga kulturhistoriska värden".